# Hinterer Troppelgraben
Der Hintere Troppelgraben ist ein etwa zwei Kilometer langer linker bzw. westlicher Zufluss der Schwäbischen Rezat im mittelfränkischen Landkreis Weißenburg-Gunzenhausen.

## Verlauf
Der Bach entspringt im Pleinfelder Ortsteil Gündersbach auf einer Höhe von 417 m ü. NHN. Er fließt zunächst in östlicher Richtung durch eine landwirtschaftlich genutzte Zone, wechselt nach etwa 600 m seine Laufrichtung nach Ost-Südost und fließt dann am südlichen Rand der Waldflur Unterhard. Nun unterquert er die Gleisanlage der Bahnstrecke Treuchtlingen–Nürnberg und mündet schließlich auf einer Höhe von 376 m ü. NHN östlich der Lauterbrunnmühle auf dem Gebiet der Stadt Ellingen von links in die Schwäbische Rezat.
Etwa 430 Meter südlich mündet der deutlich längere Vordere Troppelgraben.